# Yasmin Finney
Yasmin Finney, född 30 augusti 2003 i Manchester, är en brittisk skådespelerska. Hon är känd för sin roll som Elle Argent i Netflix-serien Heartstopper (2022) och som Rose Noble i BBC-serien Doctor Who (2023).

## Biografi
Finney växte upp med en ensamstående jamaicansk mor. Innan hennes skådespelargenombrott fick hon uppmärksamhet på TikTok för hennes videor där hon talar om sina erfarenheter av att vara en svart och brittisk transkvinna i tonårsåldern.

## Filmografi

### Film
| År | Titel | Roll            | Noter    |
| -- | ----- | --------------- | -------- |
|    | Mars  | Charlie Acaster | Kortfilm |

### Tv
| År    | Titel                 | Roll        | Anteckningar                           |
| ----- | --------------------- | ----------- | -------------------------------------- |
| 2022– | Heartstopper          | Elle Argent | Huvudroll                              |
| 2023  | RuPaul's Drag Race UK | Själv       | Gästdomare. Avsnitt: "Purr-fect Looks" |
| 2023– | Doctor Who            | Rose Noble  | Specialavsnitt 2023 & Serie 14         |